# Ričardas Gavelis
Ričardas Gavelis (8 de novembre de 1950, Vílnius, Lituània – 18 d'agost de 2002) va ser un escriptor, dramaturg i periodista lituà.